# أزاضفا (ويركان)
أزاضفا هي إحدى مشيخات المملكة المغربية، تتبع جغرافيا لإقليم الحوز وإداريًا لويركان. يقدر عدد سكانها بـ 2737 نسمة حسب الإحصاء الرسمي للسكان والسكنى لسنة 2004.